# Phizackerley
Phizackerley war ein australischer Hersteller von Fahrrädern und Automobilen.

## Unternehmensgeschichte
Isaac Phizackerley gründete in den 1890er Jahren das Unternehmen Isaac Phizackerley’s Cycle Works in Sydney. Zunächst stellte er Fahrräder und Reifen her. 1902 begann er mit der Produktion von Automobilen. Der Markenname lautete Phizackerley. Ein Fahrzeug wurde auf der Sydney Agricultural Show präsentiert. Im gleichen Jahr endete die Automobilproduktion. Eine Quelle schreibt, dass lediglich ein Auto entstand, das auch verkauft wurde. Eine andere Quelle gibt mehrere Autos an.

## Fahrzeuge
Ein Rohrrahmen bildete die Basis. Darauf wurde eine offene zweisitzige Karosserie montiert. Der Einzylindermotor mit 6 PS Leistung stammte von De Dion-Bouton. Das Getriebe hatte drei Gänge. Es gibt auch ein Foto eines viersitzigen Fahrzeugs.